# Anomalophylla vidua
Anomalophylla vidua är en skalbaggsart som beskrevs av Ahrens 2005. Anomalophylla vidua ingår i släktet Anomalophylla och familjen Melolonthidae. Inga underarter finns listade i Catalogue of Life.